# 우리가 남인가요
《우리가 남인가요》는 2001년 2월 5일부터 2001년 10월 26일까지 방영된 한국방송공사 1TV 일일연속극이다.

## 등장 인물

### 주요 인물
- 배종옥 : 박윤주 역
- 김호진 : 한동욱 역
- 박광현 : 박윤호 역
- 나문희 : 오분희 역
- 주현 : 박재복 역
- 박원숙 : 윤주 모 김정숙 역
- 이정길 : 동욱 부 한상호 역
- 김영애 : 동욱 모 이자경 역

### 주변 인물
- 김학철 : 박재엽 역
- 견미리 : 최영주 역
- 서유정 : 서미애 역
- 오유나 : 박윤미 역
- 송재호 : 재엽 장인 최준성 역
- 정은표 : 한필재 역
- 김채연 : 서미연 역
- 정재순 : 성민자 역
- 최우혁 : 박결 역
- 홍수현 : 미란 역
- 임미경 : 안수자 역
- 박찬환 : 장태진 역
- 김민희
- 권이지 : 송미숙 역
- 정종준 : 송미숙의 아버지 송정식 역
- 오승현
- 김애란
- 강민석
- 최민금
- 정유석
- 안승훈
- 이정훈
- 이효정
- 김영선
- 양미경
- 하다솜
- 이칸희
- 손종범
- 송기윤
- 장정희
- 안홍진
- 문회원 : 조희선 역
- 김학준 : 김재철 역
- 김주영 : 이기복 역
- 신소미
- 신귀식 : 강봉구 역
- 김영임
- 한춘일 : 백노인 역
- 정민경

## 방송 시간
| 방송 채널 | 방송 기간                                          | 방송 시간                     | 방송 분량 |
| --------- | -------------------------------------------------- | ----------------------------- | --------- |
| KBS 1TV   | 2001년 2월 5일 ~ 2001년 10월 26일 [1회~192회] (본) | 매주 평일 저녁 8:25 ~ 밤 9:00 | 35분      |

## 수상
- 2001년 KBS 연기대상 남자 우수 연기상 김호진
- 2001년 KBS 연기대상 작가상 최현경

## 참고 사항
- <우리가 남인가요>의 담당 PD였던 이성주는 높은 인기를 누린 KBS 1TV 일일극 <당신이 그리워질때>의 조연출[1]이었는데 이 작품에 출연했던 김호진, 김영애와 해당 작품에서 다시 호흡하였다.
- 당초 2000년 12월 첫 회가 나갈 예정이었는데 김영애가 남자주인공 한동욱 어머니, 박원숙이 한동욱의 상대역인 박윤주 어머니 김정숙 역으로 낙점됐지만[2] 27세인 남자 주인공(한동욱)과 5세 연상인 여자 주인공(박윤주) 배역을 섭외하는 것의 문제로 골머리를 썩였다. 결국, 2000년 10월 끝낼 예정이었던 <좋은걸 어떡해>는 두 차례나 연장되었고 주현이 <좋은걸 어떡해>에 이어 또다시 등장하였다.
- 해당 작품에서 주현의 어머니로 나온 나문희는 98년 KBS 1TV 일일극 <살다보면>에서 주현과 부부[3]로 출연했다.
- 주현은 해당 드라마 출연으로 인해 섭외가 온 KBS 2TV 일일시트콤 <쌍둥이네> 방영 10일 전에 출연을 취소하였으며 당시 주현 자리에는 오지명이 대타로 들어갔다.[4]
- 가수 나훈아와 탤런트 배종옥이 듀엣으로 부른 아담과 이브처럼이 드라마 OST로 쓰였는데 초반에는 반응이 저조했으나 MBC <온달 왕자들> 종영 후 높은 인기를 얻었다.
- 출생의 비밀을 둘러싼 연상녀와 연하남 두 집안의 갈등 이야기로 비난을 샀으며[5] 후속작 캐스팅 문제 때문에 여러 차례의 연장을 거듭하여 또다시 거센 비판을 받았다.